# La Nouvelle Rébellion
La Nouvelle Rébellion (titre original : The New Rebellion) est un roman de science-fiction écrit par Kristine Kathryn Rusch. Publié aux États-Unis par Del Rey Books en 1996,, il a été traduit en français et publié par les éditions Presses de la Cité en 1998,. Ce roman, se déroulant dans l'univers étendu de Star Wars, prend place treize années après les évènements décrits dans Star Wars, épisode VI : Le Retour du Jedi.